# دیمو گابلین
دیمو گابلین (به انگلیسی: Demogoblin) یک شخصیت خیالی شرور بزرگ در کتاب‌های کمیک می‌باشد و منتشر شده توسط مارول کامیکس است. دیمو گابلین در بازی مرد عنکبوتی نامحدود هم با جک او لنترن هم کاری کرده‌است. قدرت‌های دیمو گابلین مانند قدرت‌های جک او لنترن است. دیمو گابلین از جهنم آزاد شده‌است.

## داستان

جیسون مسندیل به عنوان دیمو گابلین

او یک دیو جهنمی بود که تازه به زمین آمد.او به طور تصادفی جیسون مسندیل که هاب گابلین بود را دید.در نتیجه آنها با هم ترکیب شدند.آنها با هم به یک شکل وحشتناک در آمدند.جیسون از این دیو بسیار بدش می آمد؛ زیرا اغلب آنها کار هایشان با هم تفاوت داشت.او با کمک مرد عنکبوتی کاری کرد که این دیو از جسم خودش جدا شود. در نتیجه یک موجود جدید به نام دیمو گابلین به وجود آمد.او فکر می کرد که هر کس گناه کار است می کشت. او چندین بار از مرد عنکبوتی شکست خورد. او بعد ها در یک کلیسا توسط هاب گابلین (جیسون مسندیل جونیور) کشته شد.ولی شرکت مارول او را در کامیک حداکثر قتل عام ۲۰۱۵ زنده کرد، زیرا شرکت مارول نمی خواست یکی از گروه حداکثر قتل عام کم شود. بعد از آن و در کمیک های کارنیج مطلق: محافظ مرگبار شمارهٔ ۱ شیریک کشته می‌شود (برای اینکه کارنیج (گرندل) کدکس‍‌ش را جذب کند و ستون فقراتش را در حین بوسه میکند و میخورد) و بعد به دیمو گابلین میگوید تا در جسم‌ش برود و بعد دیمو گابلین در جسم فرانسیس بارسون (شیریک) میرود و میزبان فعلی او تا این لحظه است.

فرانسیس بارسون (شیریک) به‌عنوان میزبان دیموگابلین و با نام دیماگابلین